# 市西河街道
市西河街道是中华人民共和国贵州省貴陽市云岩区下辖的一个街道办事处。

## 行政区划
市西河街道下辖以下村级行政区划单位：
瑞金中路社区、海文社区、市西路社区、平安巷社区、新建路社区、商业街社区、浣沙巷社区、桂月巷社区、乌金路社区。